# HMS Heythrop (L85)
HMS Heythrop (L85) là một tàu khu trục hộ tống lớp Hunt Kiểu II của Hải quân Hoàng gia Anh Quốc được hạ thủy năm 1940 và đưa ra phục vụ năm 1941. Nó đã hoạt động trong Chiến tranh Thế giới thứ hai, cho đến khi bị ngư lôi phóng từ tàu ngầm U-boat Đức U-652 đánh chìm ngoài khơi Bardia, Libya vào ngày 20 tháng 3, 1942.

## Thiết kế và chế tạo
Heythrop được đặt hàng vào ngày 4 tháng 9, 1939 cho hãng Swan Hunter tại Tyne and Wear trong Chương trình Chế tạo 1939 và được đặt lườn vào ngày 18 tháng 12 năm 1939. Nó được hạ thủy vào ngày 20 tháng 10 năm 1940 và nhập biên chế vào ngày 21 tháng 6 năm 1941. Tên nó được đặt theo rừng săn cáo Heythrop tại Oxfordshire. Nó là chiếc tàu chiến thứ hai của Hải quân Anh được đặt cái tên này.

## Lịch sử hoạt động

### 1941
Sau khi đưa vào hoạt động, Heythrop gia nhập lực lượng hộ tống đặt căn cứ tại Clyde vào tháng 7 trước khi được điều động sang Gibraltar, đến nơi vào ngày 30 tháng 8. Vào ngày 17 tháng 9, nó hộ tống cho tàu tuần dương hạng nhẹ Manchester (15) và tàu khu trục Firedrake (H79) trong chặng đầu của hành trình đi sang Hoa Kỳ để sửa chữa.
Đến ngày 25 tháng 9, trong khuôn khổ Chiến dịch Halberd, một hoạt động tiếp vận cho Malta đang bị đối phương phong tỏa xuất phát từ Gibraltar, Heythrop tham gia cùng các tàu khu trục Cossack (F03), Fury (H76), Gurkha (F20), Lance (G87), Laforey (G99), Lightning (G55), Oribi (G66) và Farndale (L70) để hộ tống cho các thiết giáp hạm Prince of Wales (53) và Rodney (29) cùng các tàu tuần dương Edinburgh (16), Euryalus (42), Kenya (14) và Sheffield (C24) thuộc Lực lượng A trong chặng đầu của hành trình.
Hai ngày sau đó, đoàn tàu bị đối phương không kích khiến Rodney bị hư hại do trúng ngư lôi. Sau đó Heythrop cùng Cossack, Foresight (H68), Forester (H74), Fury, Laforey, Oribi, Zulu (F18) và Farndale gia nhập Lực lượng X để hộ tống cho các tàu tuần dương Edinburg, Euryalus, Hermione (74), Kenya và Sheffield vượt eo biển Sicily sau khi Lực lượng A rút lui về phía Tây. Nó tách ra khỏi Lực lượng X để hộ tống cho Đoàn tàu MG3, và sau đó lại tách khỏi MG3 để trợ giúp cho tàu buôn SS Imperial Star bị trúng ngư lôi trước đó. Sang ngày 28 tháng 9, nó đón lên tàu 300 binh lính là hành khách của Imperial Star để đưa về Malta; Oribi tìm cách kéo Imperial Star nhưng chiếc tàu buôn bị đắm sau đó.
Sang tháng 10, Heythrop được điều sang Chi hạm đội Khu trục 2, trực thuộc Hạm đội Địa Trung Hải và đặt căn cứ tại Alexandria, Ai Cập. Con tàu phải đi vòng quanh Châu Phi, băng qua mũi Hảo Vọng, Ấn Độ Dương và Hồng Hải trước khi gia nhập chi hạm đội tại Alexandria vào ngày 15 tháng 11. Nó cùng tàu chị em Avon Vale (L06) tham gia các hoạt động hộ tống vận tải nhằm tiếp liệu cho lực lượng đồn trú tại Tobruk vốn đang bị phong tỏa trên bộ, một nhiệm vụ kéo dài sang đầu năm 1942.

### 1942
Vào ngày 30 tháng 1, 1942, Heythrop hộ tống cho chiếc tàu buôn SS Antwerp đi từ Alexandria đến Tobruk, rồi hộ tống cho chặng quay trở về, về đến Alexandria vào ngày 6 tháng 2. Đến ngày 12 tháng 2, nó cùng tàu tuần dương Carlisle (D67) và các tàu khu trục hộ tống Lance, Avon Vale và Eridge (L68) tham gia thành phần hộ tống cho Đoàn tàu NW9A, vốn bao gồm hai tàu buôn SS Clan Chattan và SS Clan Campbell đi từ Alexandria đến Malta. Đoàn tàu MW9A sáp nhập với Đoàn tàu MW9B vào ngày hôm sau, và sau đó chịu đựng không kích nặng nề bởi đối phương. SS Clan Campbell bị hư hại nặng, và sau đó bị đánh chìm trong khi được hộ tống rút lui về Tobruk trong một đợt không kích khác. Cả bốn chiếc tàu buôn thuộc các đoàn tàu MW9A và MW9B đều không đến được Malta.
Đến ngày 20 tháng 3, Heythrop được bố trí cùng các tàu chị em Avon Vale, Beaufort (L14), Dulverton (L63), Eridge, Hurworth (L28) và Southwold (L10) hoạt động tuần tra chống tàu ngầm để bảo vệ cho Đoàn tàu ME10 khởi hành từ Alexandria. Nó bị tàu ngầm U-boat Đức U-652 tấn công ở vị trí cách 40 mi (64 km) về phía Đông Bắc Bardia, Libya. Quả ngư lôi đánh trúng phía đuôi tàu đã khiến con tàu bị hư hại nặng cấu trúc phía đuôi, mất tháp pháo phía đuôi và ngập nước, mất hoàn toàn động lực. Eridge tìm cách kéo nó rút lui nhưng việc ngập nước gia tăng, hư hại trục động cơ mạn trái và mất hơi nước ở nồi hơi số 2 khiến máy bơm không hoạt động. Nó đắm cuối ngày hôm đó; mười lăm thành viên thủy thủ đoàn đã tử trận cùng con tàu. Những người sống sót được Eridge cứu vớt.